# كفراج (مقاطعة دلفان)
كفراج (بالفارسية: کفراج) هي قرية تقع في قسم خاوة الشمالي الريفي (مقاطعة دلفان) في إيران. يقدر عدد سكانها بـ 1,367 نسمة .